# Shiggaon
Shiggaon (o Shigaon) è una suddivisione dell'India, classificata come town panchayat, di 24.318 abitanti, situata nel distretto di Haveri, nello stato federato del Karnataka. In base al numero di abitanti la città rientra nella classe III (da 20.000 a 49.999 persone).

## Geografia fisica
La città è situata a 15° 0' 0 N e 75° 13' 60 E e ha un'altitudine di 600 m s.l.m..

## Società

### Evoluzione demografica
Al censimento del 2001 la popolazione di Shiggaon assommava a 24.318 persone, delle quali 12.505 maschi e 11.813 femmine. I bambini di età inferiore o uguale ai sei anni assommavano a 3.469, dei quali 1.788 maschi e 1.681 femmine. Infine, coloro che erano in grado di saper almeno leggere e scrivere erano 14.407, dei quali 8.141 maschi e 6.266 femmine.